# Grobbendonk
Grobbendonk est une commune néerlandophone de Belgique située en Région flamande dans la province d'Anvers.
Elle est née de la fusion des anciennes communes de Grobbendonk et de Bouwel.

## Sections de la commune
| # | Section     | Superf. (km²) | Habitants (2020) | Habitants par km² | Code INS |
| - | ----------- | ------------- | ---------------- | ----------------- | -------- |
| 1 | Grobbendonk | 21,87         | 8.133            | 372               | 13010A   |
| 2 | Bouwel      | 6,50          | 3.038            | 468               | 13010B   |

## Histoire
Selon Joseph Delmelle, les chanoines réguliers de saint Augustin se sont établis à Grobbendonck dans le passé.
Le duc d'Ursel est le sieur de Grobbendonk, titre aux descendants de la maison Schetz de Grobbendonk.
Voir aussi :
- Antoine II Schetz, baron de Grobbendonk
- Ignace Schetz de Grobbendonk, 11e évêque de Gand
- Isabelle de Grobbendonck, 37e abbesse de l'abbaye de la Cambre

## Héraldique
|  | La commune possède des armoiries qui lui ont été octroyées le 17 avril 1990. Ce sont celles de la famille Schetz, seigneurs de Grobbendonk pendant près de deux siècles, de 1545 à 1726. Le corbeau au sommet d'une montagne est le meuble des armoiries historique de la famille. En 1561, Gaspar Schetz acheta le domaine de Wezemaal et ajouta la fleur de lys de Wezemaal dans les armoiries. Blasonnement : Partitionné 1. et 4. d'argent un corbeau volant de sable sur une colline à trois têtes de sinople 2. et 3. de gueules de trois lys debout d'argent. Le bouclier surmonté d'une couronne d'or avec treize perles, dont trois sont surélevées et retenues par deux lions en or, griffés et de gueules. (Traduction libre) Source du blasonnement : Heraldy of the World. |

## Démographie

### Évolution démographique: Avant la fusion des communes
- Sources : INS, Rem. : 1831 jusqu'en 1970 = recensements, 1976 = nombre d'habitants au 31 décembre[4].

### Évolution démographique: Commune fusionnée
En tenant compte des anciennes communes entraînées dans la fusion de communes de 1977, on peut dresser l'évolution suivante:
- Source : DGS - Remarque: 1806 jusqu'à 1981=recensement; depuis 1990=nombre d'habitants chaque 1er janvier[5]

## Personnalités nées à Grobbendonk
- Ernest Dieltiens (1848-1920), architecte.
- Rik Van Looy, (1933-2024), coureur cycliste belge surnommé L'Empereur de Herentals.